# La Drogue qui tue
Pour plus de détails, voir Fiche technique et Distribution.
La Drogue qui tue (Marihuana) est un film argentin réalisé par León Klimovsky, sorti en 1950.

## Fiche technique
- Titre : La Drogue qui tue
- Titre original : Marihuana
- Réalisation : León Klimovsky
- Scénario : Wilfredo Jiménez et Bernio Mason
- Musique : Juan Ehlert et Anatole Pietri
- Photographie : Alberto Etchebehere
- Montage : José Serra
- Société de production : S.A.C.L.
- Société de distribution : Sonney Amusement Enterprises (États-Unis)
- Pays :  Espagne et  Argentine
- Genre : Policier et drame
- Durée : 98 minutes
- Dates de sortie : 
  -  Espagne : 27 septembre 1950
  -  France : 3 décembre 1954

## Distribution
- Pedro López Lagar : Dr. Pablo Urioste
- Fanny Navarro : Marga Quiroga
- Golde Flami : Aída
- Nathán Pinzón : Sopita
- Eduardo Cuitiño : le chef de gang
- Alberto de Mendoza : le lieutenant DeLuca
- Gilberto Peyret : l'inspecteur Olivera
- Roberto Durán : Diego
- Héctor Quintanilla : Chevrolet
- Pilar Gómez : Amelia

## Distinctions
Le film a été présenté en sélection officielle en compétition au Festival de Cannes 1951.